# Grund (Wilsdruff)

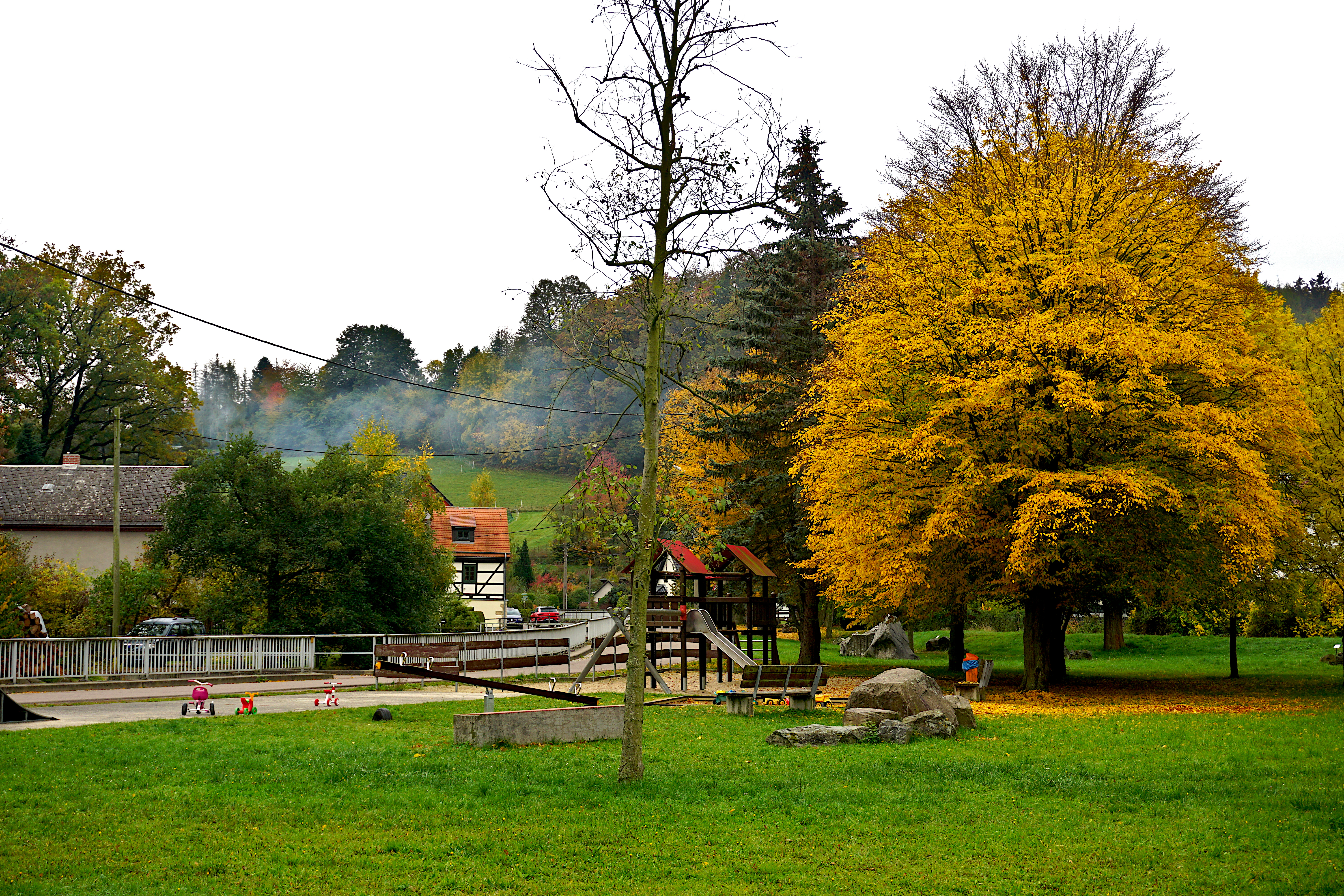
Dorfpartie in Grund

Grund ist ein Ortsteil der sächsischen Stadt Wilsdruff im Landkreis Sächsische Schweiz-Osterzgebirge. Der Ort befindet sich im äußersten Nordwesten des Landkreises und wurde erst im 16. Jahrhundert, begünstigt durch den Bergbau in Sachsen, angelegt.

## Geographie
Grund liegt am Nordwestrand des Tharandter Waldes und ist etwa sieben Kilometer vom Wilsdruffer Stadtkern entfernt, der sich nordöstlich des Ortes befindet. Wilsdruff ist von Grund in etwa 15 Minuten zu erreichen. Das Dorf befindet sich auf 287 m ü. NN im Tal der Triebisch, die im Tharandter Wald zwischen Klingenberg und Grillenburg entspringt und die Ortslage von Süden nach Norden durchfließt. Entlang der Triebisch verlief früher die alte Straße zwischen Dresden und Freiberg, heute führt die Bundesstraße 173 als Verbindung der beiden wichtigen sächsischen Städte durch Mohorn. Über die B 173 ist Grund an die Bundesautobahn 17 (Anschlussstelle „Dresden-Gorbitz“) und an die Bundesautobahn 4 (Anschlussstelle „Wilsdruff“) angebunden.
Grund bildet keine eigene Gemarkung, sondern befindet sich im Osten der Mohorner Flur. Trotzdem wird Grund als amtlicher Ortsteil Wilsdruffs ausgewiesen. Benachbart sind neben Mohorn, das nordwestlich liegt und ebenfalls zur Stadt Wilsdruff gehört, Herzogswalde im Nordosten (zu Wilsdruff), Erlicht, Haida und Hetzdorf im Westen (alle zu Halsbrücke) sowie Herrndorf im Süden (zu Halsbrücke). Weiter entfernt ist Grillenburg (zu Tharandt) südöstlich benachbart. Während die Städte Wilsdruff und Tharandt mit ihren Ortsteilen zum Landkreis Sächsische Schweiz-Osterzgebirge gehören, ist die Gemeinde Halsbrücke Teil des Landkreises Mittelsachsen.

## Geschichte
| Jahr | Einwohnerzahl         |
| ---- | --------------------- |
| 1636 | 2 Gärtner, 5 Häusler  |
| 1764 | 3 Gärtner, 15 Häusler |
| 1834 | 212                   |
| 1871 | 627                   |
| 1890 | 578                   |

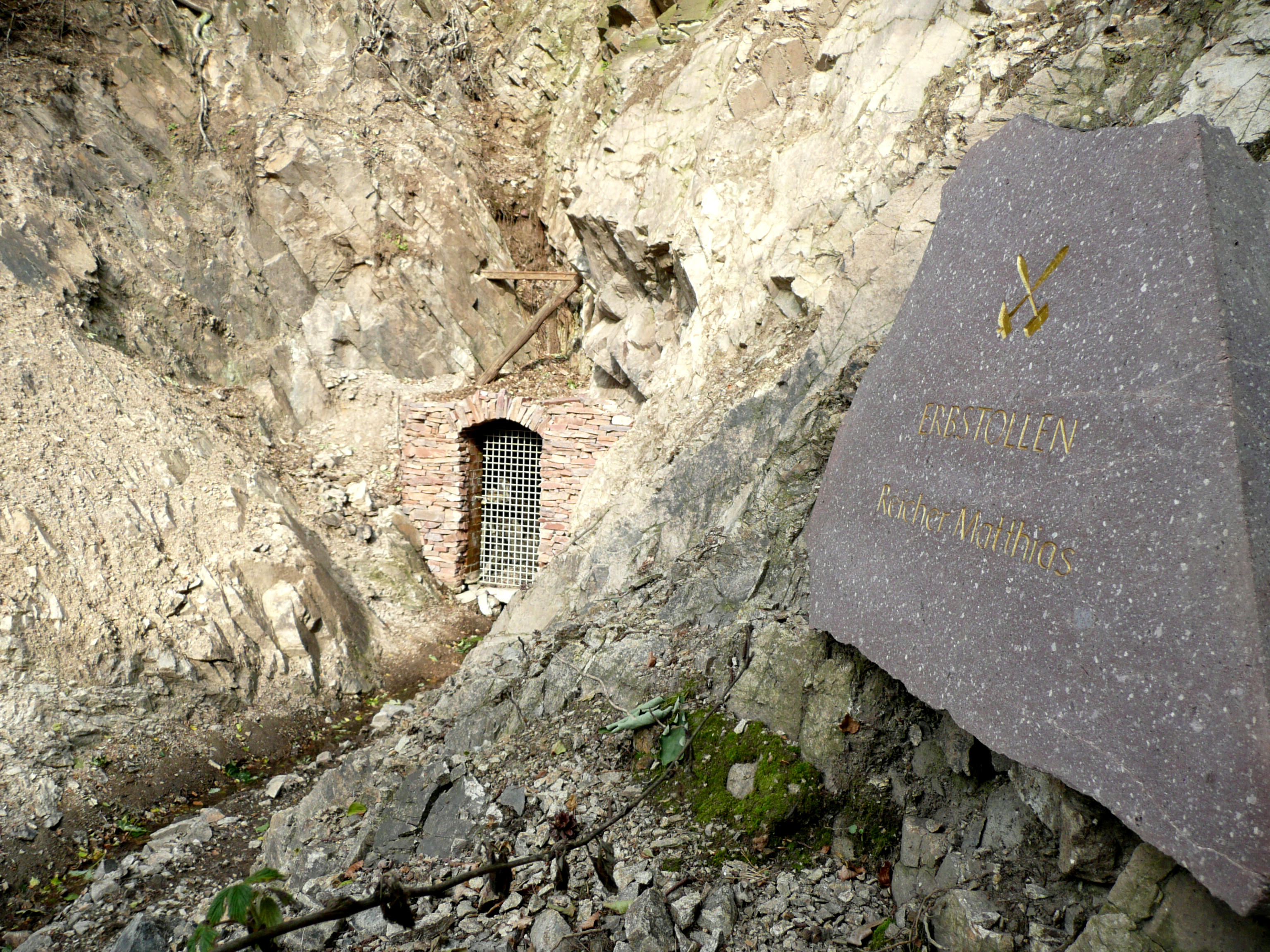
Rekonstruiertes Mundloch der ehemaligen Zeche Reicher Matthias Erbstolln

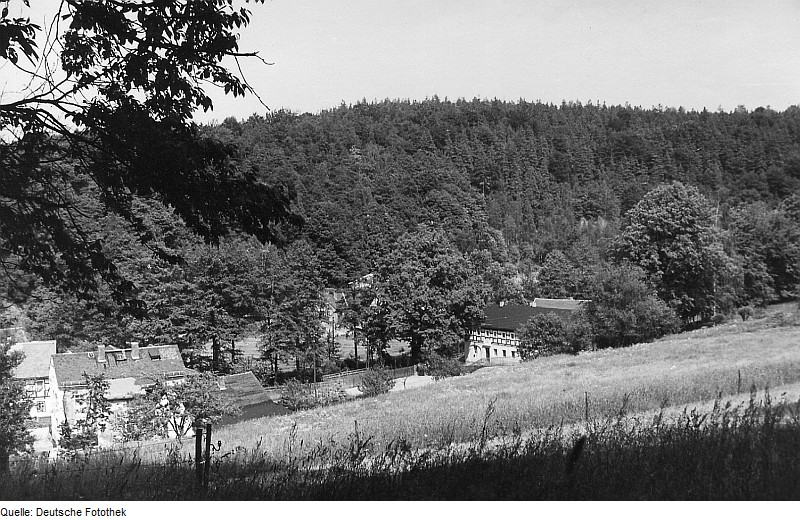
Blick auf Grund und die Obermühle (1980)

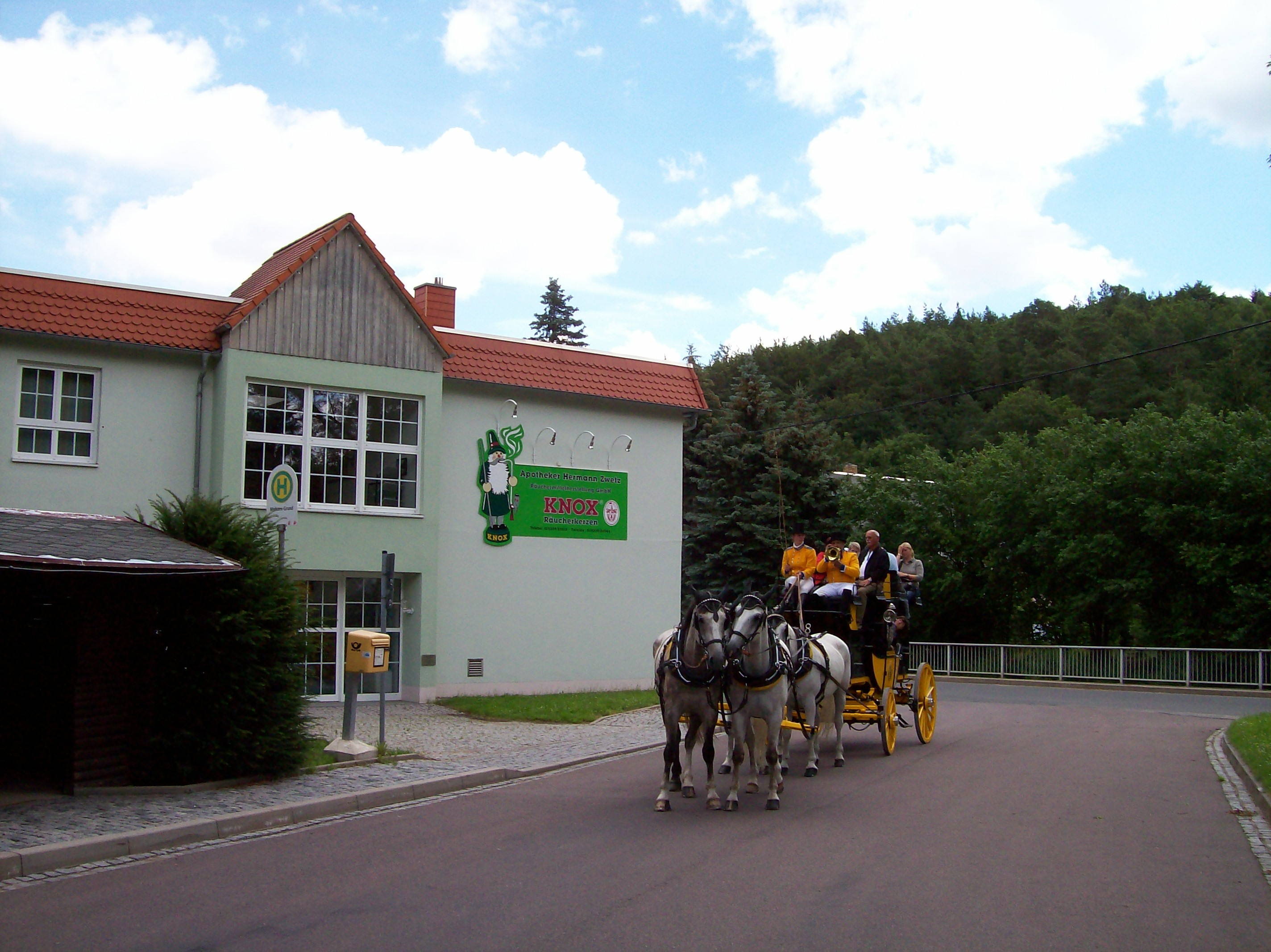
Postkutschenhalt am KNOX-Räucherkerzenmuseum

Grund wurde im Jahre 1508 erstmals erwähnt. Der Schmelzer Hans Rörer aus Dippoldiswalde legte damals auf dem Ziegenrück bei Ohorn einen Erbstolln zum Abbau von Silbererz an. Darauffolgend entstand sukzessive eine kleine Siedlung von Bergleuten mit Nebenerwerbslandwirtschaft. Im Jahr 1575 wurde der Ort als Dorf Ziegenruck oder als Dorf im Zugenrucker Grunde (1591) erwähnt. Dieser Ort bildete einen der nördlichsten Punkte des Freiberger Reviers. Hauptsächlich wurde auf Zinkblende gegraben, die hier bis zu zwei Prozent Silber enthielt. Zu Beginn des 18. Jahrhunderts erreichte der lokale Bergbau seinen Höhepunkt. Unter Kurfürst-König August dem Starken wurde der Ort auch Silbergrund genannt. In Zeiten, als der Bergbau niederging, waren im Gegensatz die Bezeichnungen Bettelgrund bzw. Wüst Arabien üblich. Seit dem Beginn des Fremdenverkehrs Ende des 19. Jahrhunderts wird Grund auch liebevoll als Klein Tirol bezeichnet.
Verwaltungstechnisch gehörte Grund im Mittelalter als Amtsdorf zum Amt Grillenburg, das später in der zweiten Hälfte des 19. Jahrhunderts in die Amtshauptmannschaft Dresden in der gleichnamigen Kreishauptmannschaft überging. Im Jahr 1834 zählte das Reihendorf 212 Einwohner, bis zum Jahr 1871 stieg die Einwohnerzahl auf 627 an. Für das Jahr 1890 wurden 578 Einwohner angegeben, die nach Mohorn in die Kirche gingen. Auch heute noch gehört Grund zur Mohorner Kirchgemeinde.
Die Lage an der Triebisch war begünstigend für die Entstehung verschiedener Mühlenanlagen. Zu den wichtigsten Mühlen zählten die Ober- und die Niedermühle Grund. Als Folge des Bergbaus entstand auf der Flur Wüstarabien das Huthaus Wüstarabien.
Da Grund auf den Fluren Mohorns angelegt wurde, war es schon längere Zeit Teil von Mohorn, das durch die Sächsische Landgemeindeordnung von 1838 Eigenständigkeit als Landgemeinde erlangte. Nach dem Zweiten Weltkrieg wurde die Region zunächst Teil der Sowjetischen Besatzungszone und später der DDR. In der Kreisreform 1952 wurden die alten Länder und Landkreise aufgelöst und durch Bezirke und neue Kreise ersetzt. Die Reform trat am 25. Juli 1952 in Kraft und ordnete Mohorn mit Grund zunächst dem Kreis Freiberg (Bezirk Chemnitz) zu. Am 4. Dezember des gleichen Jahres wechselte die Gemeinde in den Kreis Freital im Bezirk Dresden.
Nach Wende und Wiedervereinigung kam Mohorn zum wiedergegründeten Freistaat Sachsen und wurde dort in der Kreisreform 1994 Teil des Weißeritzkreises. Mohorn gehörte diesem Kreis als eigenständige Gemeinde bis zum 31. Juli 2000 an, danach wurden die Orte Mohorn, Grund und Herzogswalde (am 1. Januar 1974 nach Mohorn eingemeindet) in die Stadt Wilsdruff eingegliedert. Die Stadt gehört seit der zweiten sächsischen Kreisreform 2008 zum Landkreis Sächsische Schweiz-Osterzgebirge.
Nach erheblichen Aufräumungsarbeiten des Fördervereins Geologie im Tharandter Wald wurde im Frühjahr 2008 das Mundloch des 500 m langen Reicher Matthias Erbstolln (1845–1861) in das Geologische Freilichtmuseum im Tharandter Wald integriert, zu dem auch der geologisch einzigartige Porphyrfächer gehört.

## Wirtschaft und Kultur
Seit 1865 werden in Grund Räucherkerzen produziert. Heute ist der Betrieb Deutschlands älteste Räuchermittelfabrik und verkauft seine Produkte unter der Marke KNOX Räucherkerzen. Der Ort besitzt das Waldbad Mohorn-Grund, ein solarbeheiztes Freibad mit Schwimm- und Spaßbecken sowie einer Rutsche. Benachbart sind ein Sportplatz und eine Kegelbahn, die vom Sportverein SV Wacker Mohorn genutzt werden.
Mohorn und Grund bilden einen gemeinsamen Ortschaftsrat, Ortsvorsteher ist André Börner (CDU).